# Nova Alvorada do Sul
Nova Alvorada do Sul è un comune del Brasile nello Stato del Mato Grosso do Sul, parte della mesoregione del Sudoeste de Mato Grosso do Sul e della microregione di Dourados.